# A Magyar Történelmi Társulat Könyvei
A Magyar Történelmi Társulat Könyvei egy 20. század első felében megjelent magyar történettudományi tárgyú könyvsorozat volt. A sorozat kiadója – mint nevéből is látszik – a Magyar Történelmi Társulat volt, amely más könyvsorozatai mellett ezzel is a magyar történelmi kutatások közrebocsátására nyújtott teret. A sorozat a következő, évszámjelzés nélküli köteteket tartalmazta korabeli neves történészek tollából:
- 1. Gyalókay Jenő: Az erdélyi hadjárat 1849 nyarán
- 2. Miskolczy Gyula: A Kamarilla a reformkorszakban
- 3. Farkas Gyula: Az asszimiláció kora a magyar irodalomban 1867–1914
- 4. Bartoniek Emma: A magyar királykoronázások története
- 5. Tolnai Gábor: Régi magyar főurak – Életforma és műveltség az újkorban
- 6. Makkai László – Gáldi László: A románok története – Különös tekintettel erdélyi románokra
- 7. Kardos Tibor: Középkori kultúra, középkori költészet – A magyar irodalom keletkezése
- 8. Szabó István: A magyarság életrajza
- 9. Angyal Dávid: Az ifjú Ferenc József
- 10. Jaakkola Jalmari: A finnek története (ford. Weöres Gyula)

A sorozatból fakszimile kiadásban megjelent: 
- Bartoniek Emma: A magyar királykoronázások története (Akadémiai Kiadó, Budapest, 1987, ISBN 963-05-4478-4)